# City of London Police

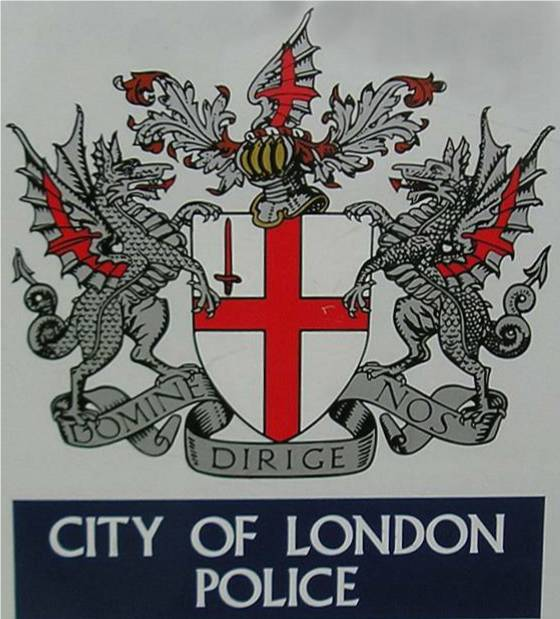
Heraldiskt vapen.

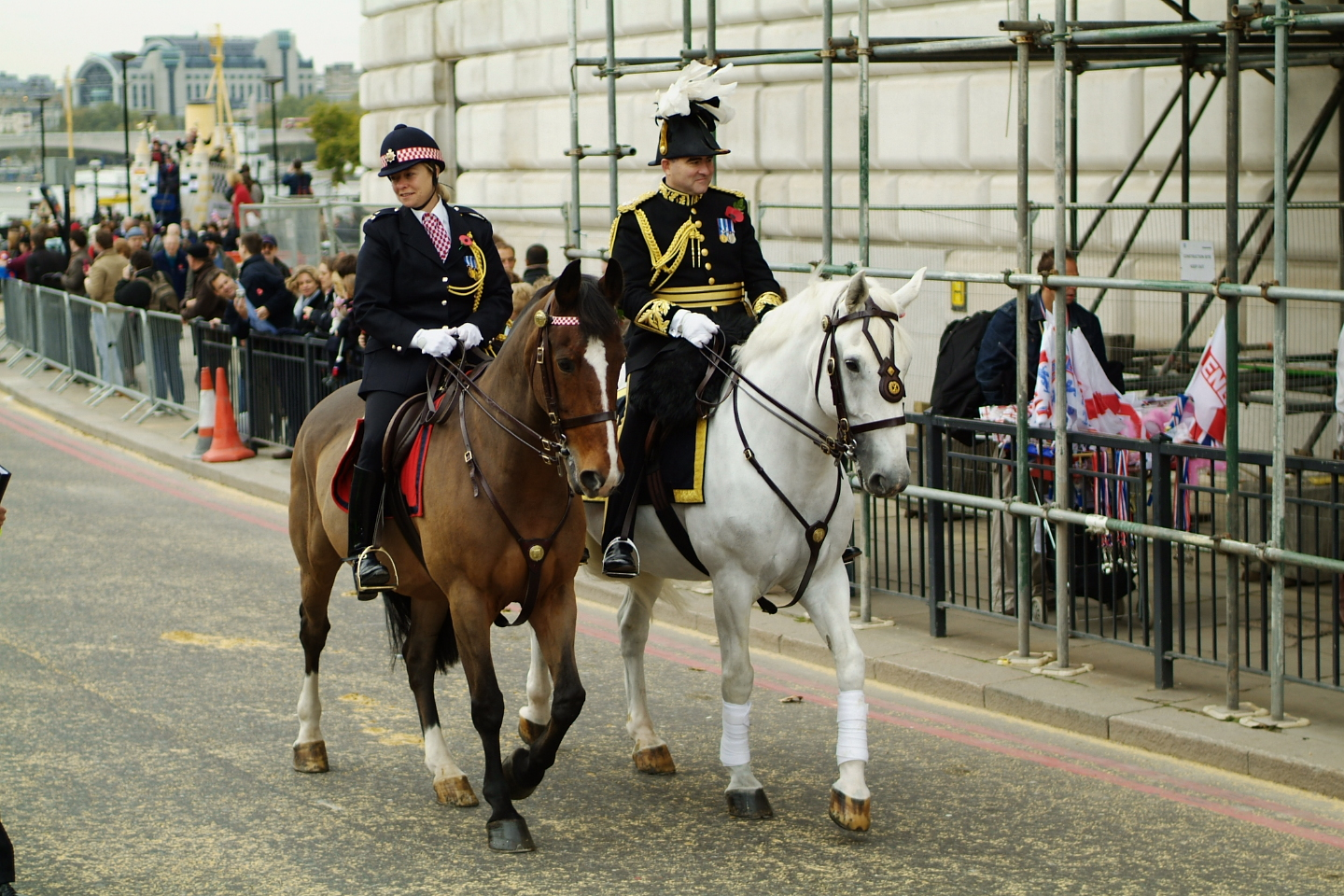
Ridande polis tillhörande City of London Police samt chef i paraduniform vid Lord Mayor's Show.

The City of London Police är den polisstyrka som opererar inom City of London, England, inklusive Middle och Inner Temple.
I övriga London, dvs Storlondon är det Metropolitanpolisen, en separat organisation, som ansvarar för ordningspolisverksamheten. 
City of London Police har en egen variant av polisuniform som känns igen med dess röd-vita mönster till skillnad från det blå-vita mönster som Metropolitanpolisen använder.

## Organisation
The City Police är organiserad i fem enheter: 
- Economic Crime Directorate
- Counter Terrorism and Serious Crime Directorate
- Specialist Support Directorate
- Territorial Policing Directorate
- Corporate Services Directorate